# Stanley Praimnath
Stanley Praimnath, ameriški poslovnež in direktor * 27. oktober 1956 Gvajana, ZDA. 
Praimnath je eden od preživelih poslovnih delavcev napadov 11. septembra 2001 na World Trade Center. Delal je kot izvršni direktor banke Fuji Bank v 81. nadstropju Južnega stolpa (WTC 2), ki je bil zadet tisti dan. Bil je eden od le 18 preživelih znotraj ali nad območjem udarca letala in eden od 18 preživelih, ki so pobegnili iz ujetih nadstropij nad ali v mestu trka.

## 11. september 2001
11. septembra 2001 je bil Praimnath v 81. nadstropju Južnega stolpa World Trade Centra, kjer je opravljal svoje naloge, ko je ob 8:46 Let 11 American Airlines trčil v sosednji Severni stolp. Po trku letala je Praimnath odšel iz svoje pisarne, da bi evakuiral druge iz nadstropja, vendar so se vsi nato vrnili, ko so jim policisti in varnostniki povedali, da je Južni stolp varen in da se lahko vrnejo na delo. Kmalu potem, ko se je Praimnath vrnil nazaj v svojo pisarno, je Let 175 United Airlines trčil v Južni stolp. Levo krilo letala je prerezalo njegovo pisarno in se zagozdilo v vratih 6 metrov od njega. Praimnath je bil po trku poškodovan ter prekrit z naplavinami, zaradi česar se je zataknil in se ni mogel samostojno rešiti ter posledično ni mogel pobegniti.
Medtem, ko je Praimnath klical na pomoč, so izvršni direktor Euro Brokersa, Brian Clark iz 83. nadstropja in skupina njegovih sodelavcev na stopnišču razpravljali, ali naj se po stopnišču, za katerega so jim povedali, da je uničeno, spustijo skozi območje trka ali pa se povzpejo do strehe. Clark je slišal Praimnathjeve krike na pomoč in se mu približal s svetilko ter sledil njegovemu glasu. Ko je bil Clark na poti, da bi našel Praimnath, se je ozrl nazaj na svoje sodelavce in videl, da so se odločili, da se povzpnejo po stopnicah, namesto da bi šli dol. Zaradi odločitve, da se povzpnejo po stopnicah, so vsi Clarkovi sodelavci umrli, razen enega, Rona DiFrancesca, ki je spremenil smer in si s tem rešil življenje. 
Ko je Clark našel Praimnatha, mu ga je pomagal rešiti, oba pa sta se nato odpravila na stopnišče, za katerega je bilo Clarku že povedano, da je spodaj poškodovano. Clark in Praimnath pa sta se hotela sama prepričati, ali so stopnice res neprehodne. Spustila sta se po stopnicah in čeprav so bile na nekaterih mestih stopnišča kosi razbitin, sta uspela priti skozi razbitino in nadaljevati po stopnicah in ven iz stavbe. Bila sta dva od samo osemnajstih preživelih z območja trka v južnem stolpu ali nad njim. Potem, ko sta prišla ven in se umaknila dva bloka stran od južnega stolpa, sta se ustavila in se ozrla na gorečo stavbo, iz katere sta ravnokar izstopila, Praimnath pa je Clarku rekel: "Veš, mislim, da se lahko ta zgradba podre." Clark je med tem odgovoril: "To so jeklene konstrukcije, ni možnosti, da...", ko se je nato južni stolp začel rušiti. 
Ko se jim je približal oblak prahu iz propadajočega Južnega stolpa, sta stekla proti jugu in vstopila na ulico 42 Broadway, ko ju je dim dohitel. Clark se je odpravil domov v New Jersey, Praimnath pa je zaradi poškodb odšel v bolnišnico. Kasneje istega večera, pred polnočjo, ko je Praimnath končno prišel domov iz bolnišnice, je poklical Clarka, da bi ugotovil, kako je in kaj se mu je zgodilo. Moška, ki se nista nikoli srečala pred 11. septembrom 2001, ostajata dobra prijatelja in sta se pojavila v številnih oddajah in dokumentarnih filmih, ki pripovedujeta njuno zgodbo.

## V popularni kulturi
Zgodbe Praimnatha in drugih so bile prikazane v dokumentarni drami BBC iz leta 2006 9/11: The Twin Towers. Njegova zgodba je bila zabeležena tudi v dokumentarcu United by 11. septembra (2006).